# Пробабилистички програмски језик
Пробабилистички програмски језик (ППЈ) је програмски језик дизајниран за опише пробабилистичке моделе, а затим да изврши закључак у тим моделима. ППЈ је блиско повезани са графичким моделима и Бајесовим мрежама, али је израженији и флексибилнији. Пробабилистичко програмирање представља покушај да се "[уједине] опште намене програма са пробабилистичким моделирањем."
Пробабилистичко резоновање је темељна технологија машинског учења. Користе га компаније као што су Гугл, Мајкрософт и Amazon.com. Пробабилистичко резоновање се користи за предвиђање цена акција, препоручује филмове, дијагностикује рачунаре, открива сајбер упаде и открива слике.
ППЈ се често протеже од основног језика. Избор основног језика зависи од сличности модела на онтологији основног језичка, као и из комерцијалних разлога и личног избора. На пример, Dimple и Chimple се заснивају на Јави, Infer.NET се базира на  .NET оквире, док је PRISM се протеже од Prolog-а. Међутим, неки ППЈ као што су WinBUGS и Stan нуде самостални језик, без очигледног порекла на другом језику.
Неколико ППЈа су у активном развоју, укључујући и неке у бета тестирању.

## Релација
Пробабилистички релациони програмски језик (ПРПЈ) је ППЈ специјално дизајниран да опише и изведе закључак са пробабилистички релационалних модела (ПРМ).
ПРМ је обично развијен са сетом алгоритама за смањење, закључком о томе и откриће заинтересованих дистрибуција, које су утиснуте у одговарајући ПРПЈ.

## Пробабилистичко програмирање
Пробабилистичко програмирање ствара системе који помажу у доношењу одлука личне неизвесности. Пробабилистичко резоновање комбинује знање о ситуацији са [ законима вероватноће]. Донедавно, вероватноћа размишљања система је ограниченог обима, и није се успешно обратила реалним ситуацијама. Пробабилистичко програмирање је нови приступ који чини да се пробабилистичко резоновање система лакше изгради и шире примењује.

## Апликације
У 2015, 50-линија ППЈ рачунарских визија програма је коришћено за генерисање 3D модела људских лица на основу 2D слике тих лица. Приступ користи инверзну графику као основу свог утицаја. Имплементација ППЈ језика је (и домаћин језика Јулија језика) донета на MIT-у и омогућена "у 50 линија кода који се користе да се узме хиљаду [а њихови експерименти користе своје] вероватноћа програмски језик који се зове слика, која је продужетак Јулиа језика, други језик развијен на MIT-у ". Рад на језику слике, приказан је у 2015 рачунар визији и награђена је признањем образац конференцији "Најбоља папирна диплома".

## Листа пробибалистичких програмских језика
| Name                | Extends from   | Host language               |
| ------------------- | -------------- | --------------------------- |
| Venture             | Scheme         | C++                         |
| Probabilistic-C     | C              | C                           |
| Anglican            | Scheme         | Clojure                     |
| IBAL                | OCaml          |                             |
| PRISM               | B-Prolog       |                             |
| Infer.NET           | .NET Framework | .NET Framework              |
| dimple              | MATLAB, Јава   |                             |
| chimple             | MATLAB, Java   |                             |
| BLOG                | Java           |                             |
| PSQL                | SQL            |                             |
| BUGS                | R              |                             |
| FACTORIE            | Скала          |                             |
| PMTK                | MATLAB         | MATLAB                      |
| Alchemy             | C++            |                             |
| Dyna                | Пролог         |                             |
| Figaro              | Scala          |                             |
| Church              | Scheme         | Various: JavaScript, Scheme |
| ProbLog             | Prolog         |                             |
| ProBT               | C++, Пајтон    |                             |
| Stan (software)     | R              | C++                         |
| Hakaru              | Хаскел         | Haskell                     |
| BAli-Phy (software) | Haskell        | C++                         |
| ProbCog             |                | Java, Python                |
| Gamble              |                | Racket                      |
| Tuffy               |                | Java                        |
| PyMC                | Python         | Python                      |
| Леа                 | Python         | Python                      |
| Picture             | Јулија         | Julia                       |